# Częstochówka-Parkitka
Częstochówka-Parkitka – dzielnica Częstochowy położona na północny zachód od centrum miasta. Przez dzielnicę przebiegają drogi krajowe nr 46 oraz 43.
Dzielnica składa się z dwóch jednostek osadniczych: Częstochówki i Parkitki. Czasem wyodrębnia się również osiedle „Słoneczne”. Obszar dzielnicy wyznaczają ulice: Traugutta, Łódzka, Szajnowicza-Iwanowa, Popiełuszki, 3 Maja, Kubiny, Klasztorna, Wyszyńskiego, Jadwigi, św. Rocha, Zakopiańska.

## Częstochówka
Usytuowana w kotlinie między wzgórzem jasnogórskim a Parkitką. Dawniej (do 1826) odrębna miejscowość, położona przy trakcie wieluńskim i ze względu na swe przyklasztorne położenie zajmująca się służbą wobec paulinów i obsługą pątników. Centralnym miejscem jest Rynek Wieluński, przy którym znajduje się neogotycki kościół pw. Pana Jezusa Konającego z 1906 wzniesiony w miejscu kaplicy z 1786. Na północ od Rynku w latach 1949–1956 postawiono kościół pw. Podwyższenia Krzyża Świętego z barokowym ołtarzem. Na uwagę zasługuje ulica Wieluńska zabudowana zwarcie piętrowymi, pierwotnie podcieniowymi kamienicami z XIX wieku, późnoklasycystycznymi i eklektyczno-klasycyzującymi. W zachodniej części Częstochówki położony jest cmentarz św. Rocha.
Przy ulicy gen. Wł. Sikorskiego mieści się Komenda Miejska Państwowej Straży Pożarnej w Częstochowie. Na terenie dzielnicy (ul.Rocha 80) działalność prowadził także klub sportowy KS Częstochówka-Parkitka.

## Parkitka
Położona na wzgórzu o tej samej nazwie. Nazwa funkcjonuje od XIX wieku. O wykorzystaniu tego terenu do zabudowy mówiły już plany międzywojenne, jednak ostateczne decyzje o zabudowie przyniosły lata 80. XX wieku. Bloki wybudowano w następnej dekadzie. Na terenie osiedla znajduje się Wojewódzki Szpital Specjalistyczny im. NMP zbudowany w latach 1982–2000.

## Galeria

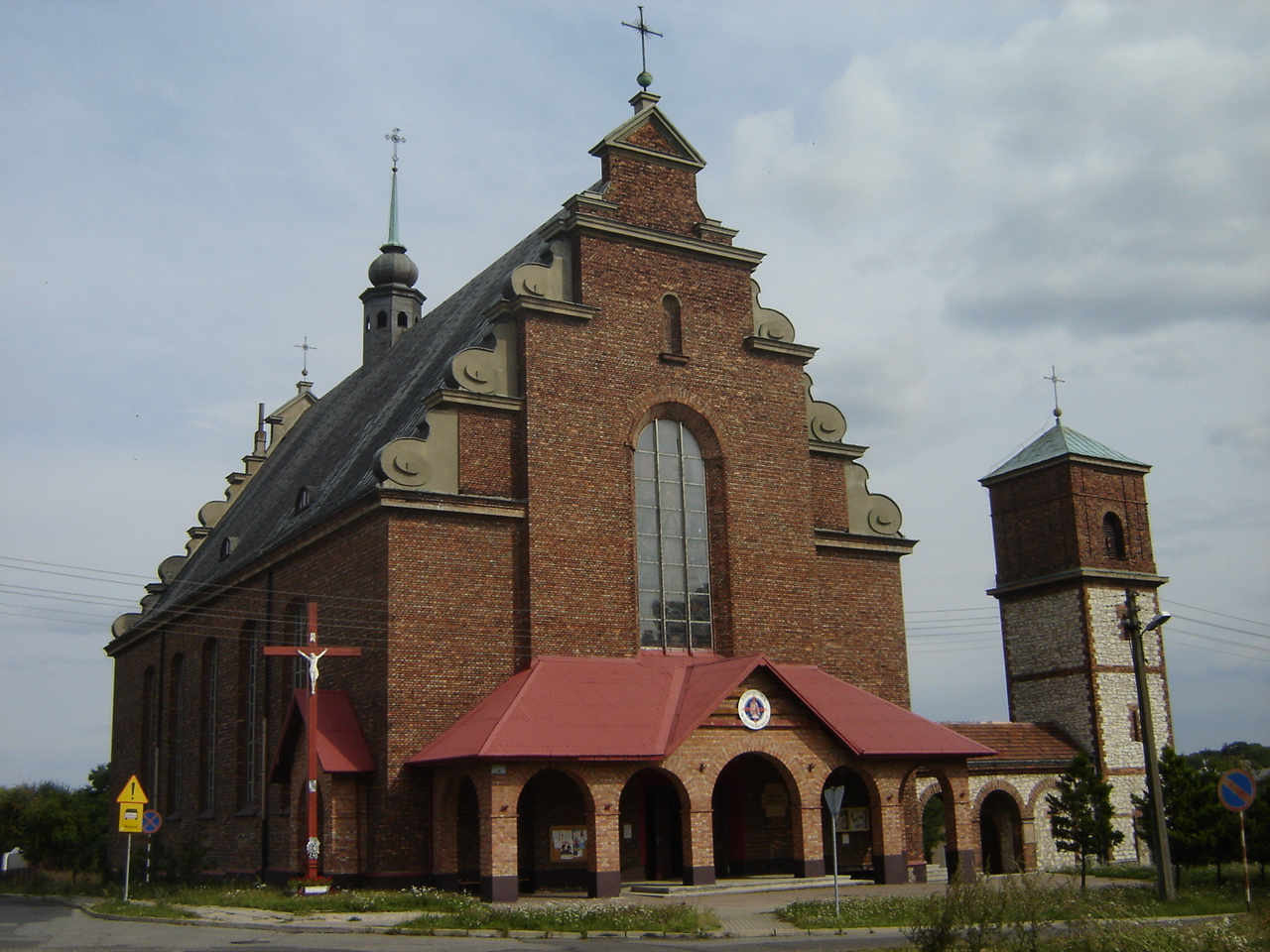
Kościół pw. Podwyższenia Krzyża św.
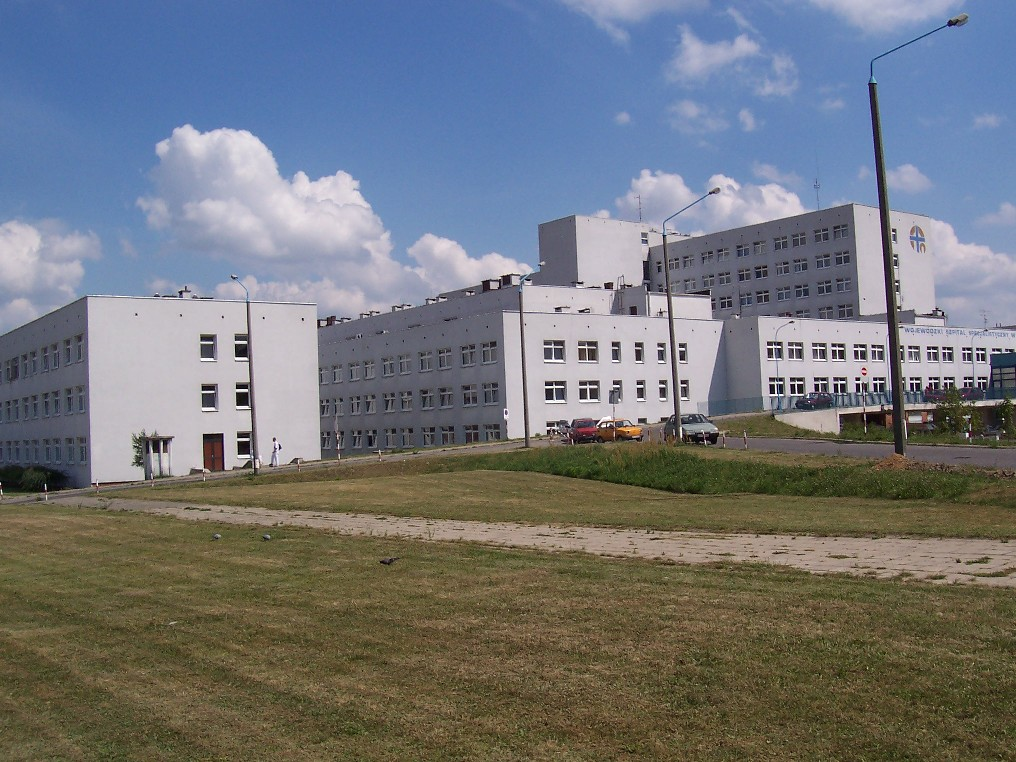
Wojewódzki Szpital Specjalistyczny im. NMP
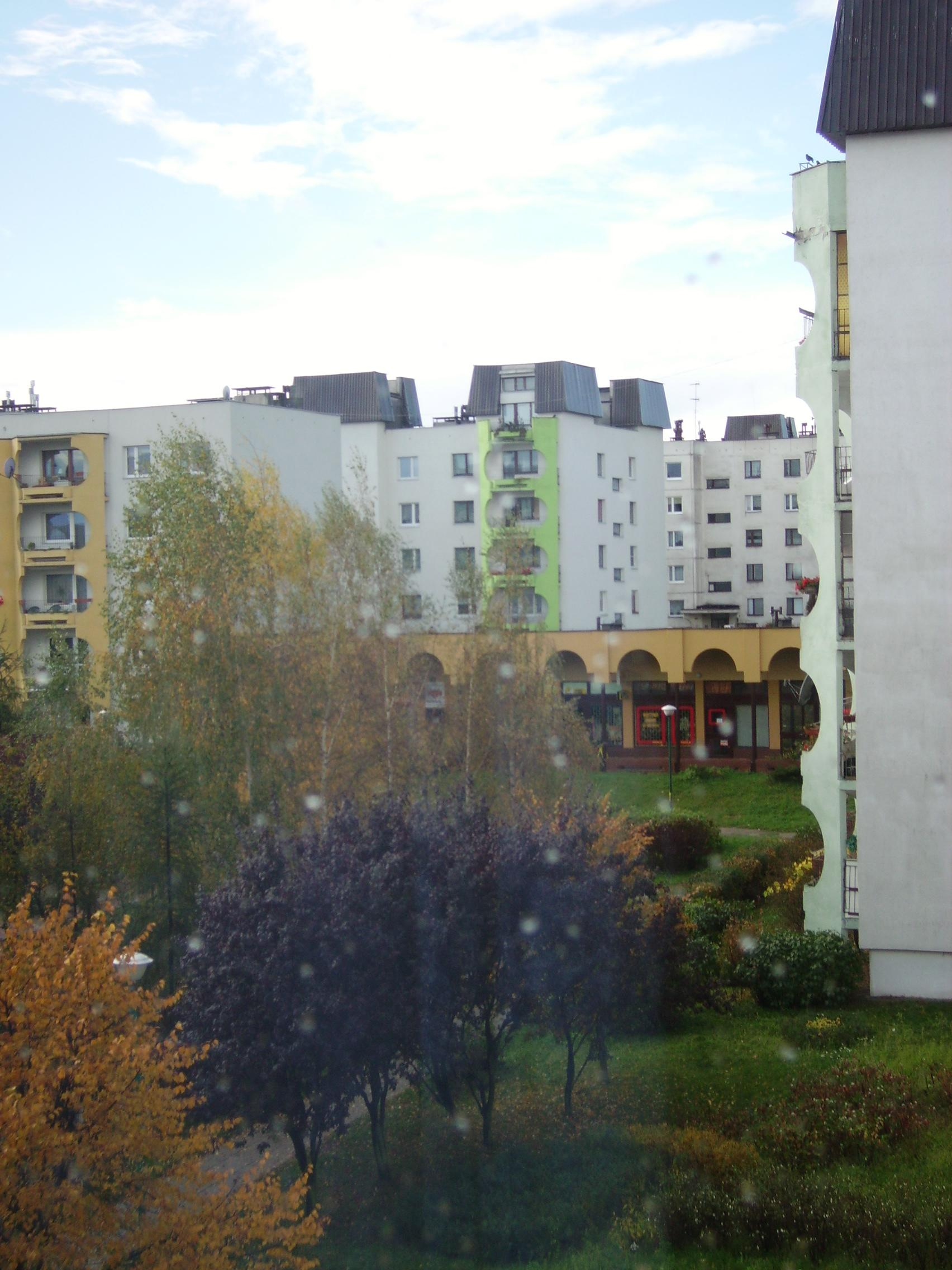
Parkitka
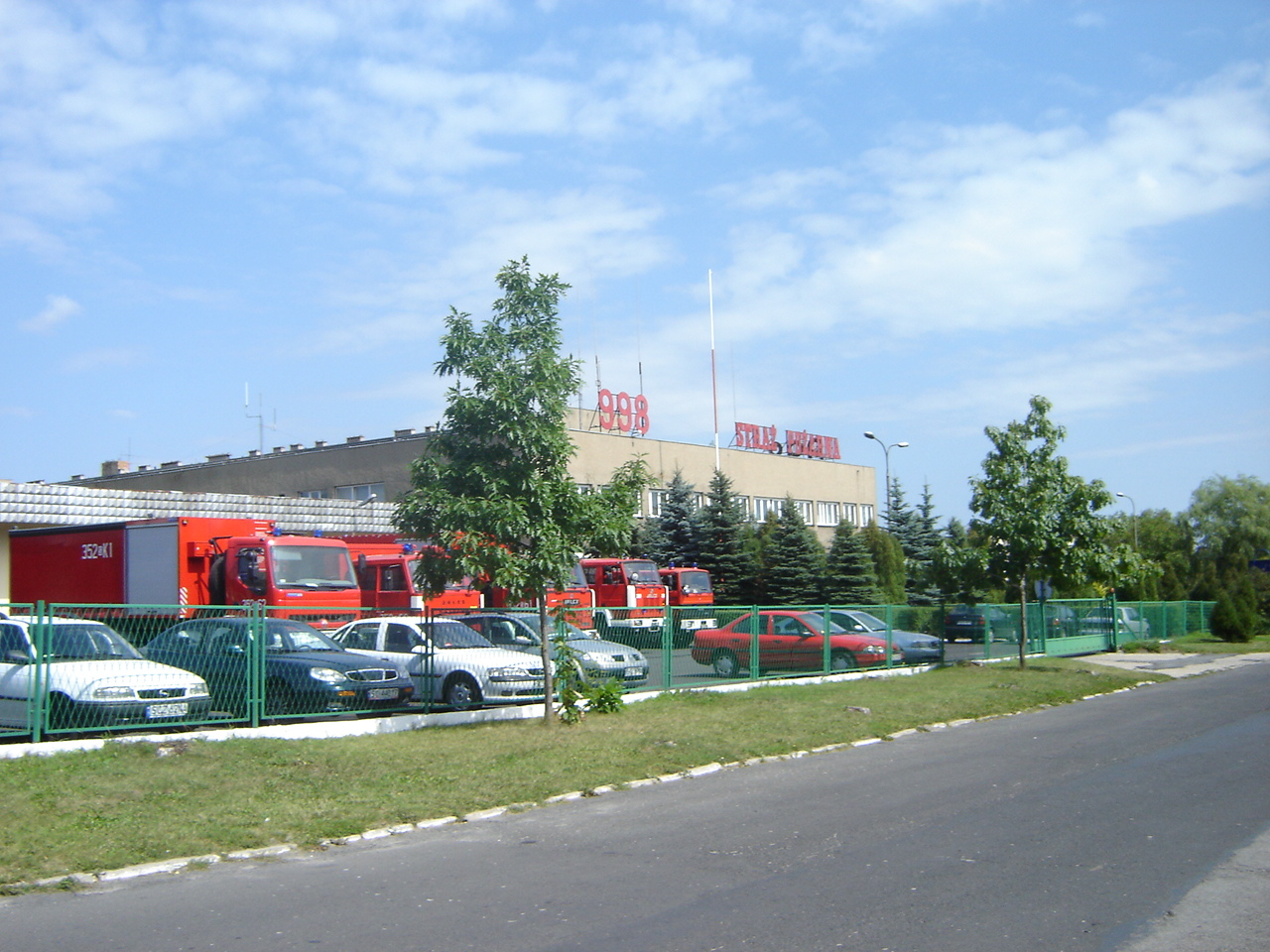
Straż pożarna na Parkitce